# Ja, vi elsker dette landet
Ja, vi elsker dette landet, egentligen Sang for Norge, är Norges nationalsång. Texten är skriven av Bjørnstjerne Bjørnson 1859 och melodin komponerades 1864 av hans kusin Rikard Nordraak. Nordraak komponerade sången för manskör. Första gången Ja, vi elsker framfördes offentligt var den 17 maj 1864 i Eidsvolls kommun, under firandet av Norges grundlags femtioårsjubileum. Senare på kvällen samma dag sjöngs Ja, vi elsker av studenter vid en större konsert i Christiania i Universitetets vestibul. Efter ändringar i texten fick den sin nuvarande form 1869. Ofta sjungs bara den första och de två sista verserna. Ja, vi elsker var förbjuden att sjunga under den tyska ockupationen av Norge, 1940-1945.

## Texten
| 1. | Ja, vi elsker dette landet, som det stiger frem, furet, værbitt over vannet, med de tusen hjem. Elsker, elsker det og tenker på vår far og mor og den saganatt som senker drømme på vår jord. Og den saganatt som senker, senker drømme på vår jord. |
| 2. | Dette landet Harald berget med sin kjemperad, dette landet Håkon verget medens Øyvind kvad; Olav på det landet malte korset med sitt blod, fra dets høye Sverre talte Roma midt imot.                                                                |
| 3. | Bønder sine økser brynte hvor en hær dro frem, Tordenskiold langs kysten lynte, så den lystes hjem. Kvinner selv stod opp og strede som de vare menn; andre kunne bare grede, men det kom igjen!                                                     |
| 4. | Visstnok var vi ikke mange, men vi strakk dog til, da vi prøvdes noen gange, og det stod på spill; ti vi heller landet brente enn det kom til fall; husker bare hva som hendte ned på Fredrikshald!                                                  |
| 5. | Hårde tider har vi døyet, ble til sist forstøtt; men i verste nød blåøyet frihet ble oss født. Det gav faderkraft å bære hungersnød og krig, det gav døden selv sin ære – og det gav forlik.                                                         |
| 6. | Fienden sitt våpen kastet, opp visiret for, vi med undren mot ham hastet, ti han var vår bror. Drevne frem på stand av skammen gikk vi søderpå; nu vi står tre brødre sammen, og skal sådan stå!                                                     |
| 7. | Norske mann i hus og hytte, takk din store Gud! Landet ville han beskytte, skjønt det mørkt så ut. Alt hva fedrene har kjempet, mødrene har grett, har den Herre stille lempet så vi vant vår rett.                                                  |
| 8. | Ja, vi elsker dette landet, som det stiger frem, furet, værbitt over vannet, med de tusen hjem. Og som fedres kamp har hevet det av nød til seir, også vi, når det blir krevet, for dets fred slår leir.                                             |

## Uppmärksammade arrangemang

### Bengt Hallberg
Bengt Hallberg gjorde 1977 ett arrangemang av den norska nationalsången som inte uppskattades och en kommitté tillkallades i Norge för att avgöra om det var förolämpande för den norska nationalkänslan. Arrangemanget ingick på skivan Ja, vi älskar. Ett ännu mer respektlöst arrangemang av den svenska nationalsången väckte inga reaktioner.